# يوكيو كاجياما
يوكيو كاجياما (باليابانية: 加賀山就臣؛ بالكانا: かがやま ゆきお) مواليد 4 مايو 1974 في يوكوهاما، هو متسابق دراجات نارية ياباني. نافس في سباقات بطولة العالم لفئة 500 سي سي ولفئة 250 سي سي ولفئة 50 سي سي. كما شارك في بطولة العالم للسوبربايك وبطولة العالم للموتو جي بي.

## وصلات خارجية
- يوكيو كاجياما على موقع MotoGP.com (الإنجليزية)
- يوكيو كاجياما على موقع WorldSBK.com (الإنجليزية)

- الموقع الإلكتروني